# Brachiaria gilesii
Brachiaria gilesii är en gräsart som först beskrevs av George Bentham, och fick sitt nu gällande namn av Mary Agnes Chase. Brachiaria gilesii ingår i släktet Brachiaria och familjen gräs. Inga underarter finns listade i Catalogue of Life.